# جائزة المجر الكبرى 1995
جائزة المجر الكبرى 1995 هو سباق فورمولا 1 أقيم بتاريخ 13 أغسطس 1995 في حلبة المجر، بودابست. كان العاشر من أصل 17 في بطولة العالم لسباقات الفورمولا واحد موسم 1995. حلّ البريطاني دايمون هيل أولا بينما جاء البريطاني ديفيد كولتهارد في المركز الثاني وحصل على المركز الثالث النمساوي غيرهارد بيرغر.